# 台北晶華酒店
台北晶華酒店，是晶華國際酒店集團旗下麗晶酒店品牌所屬的一家飯店，共有538間房間。位於台北市中山北路二段與林森北路之間，鄰近台北捷運 淡水信義線中山站、林森公園與南西商圈，有538間客房，地下層設有精品商場「麗晶精品」。其乃租用臺北市政府之市有土地興建，自1984年起擁有50年地上權。台北晶華是唯一使用「晶華」中文名稱的麗晶系列酒店。

## 設施

### 商場

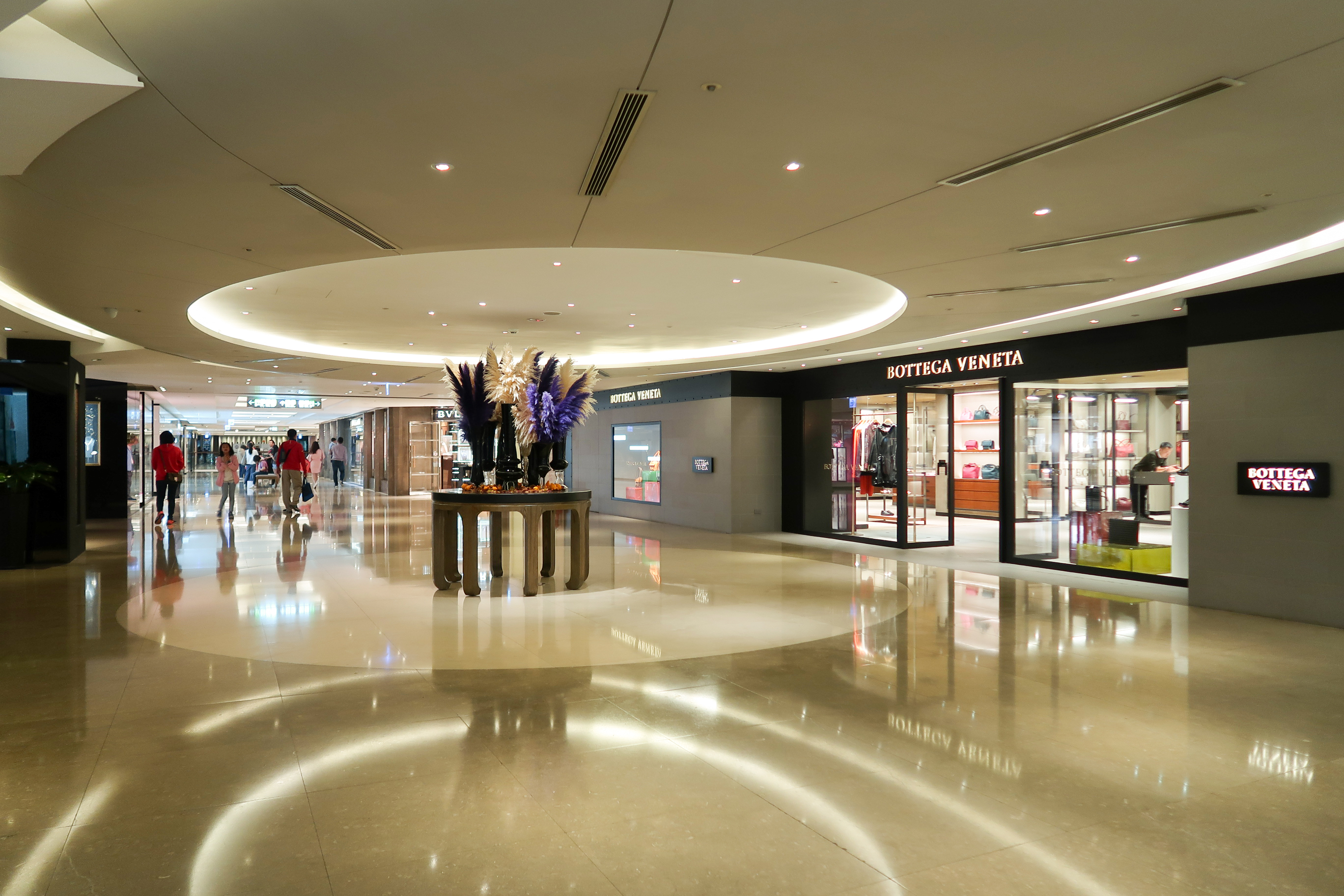
晶華酒店B1層商場

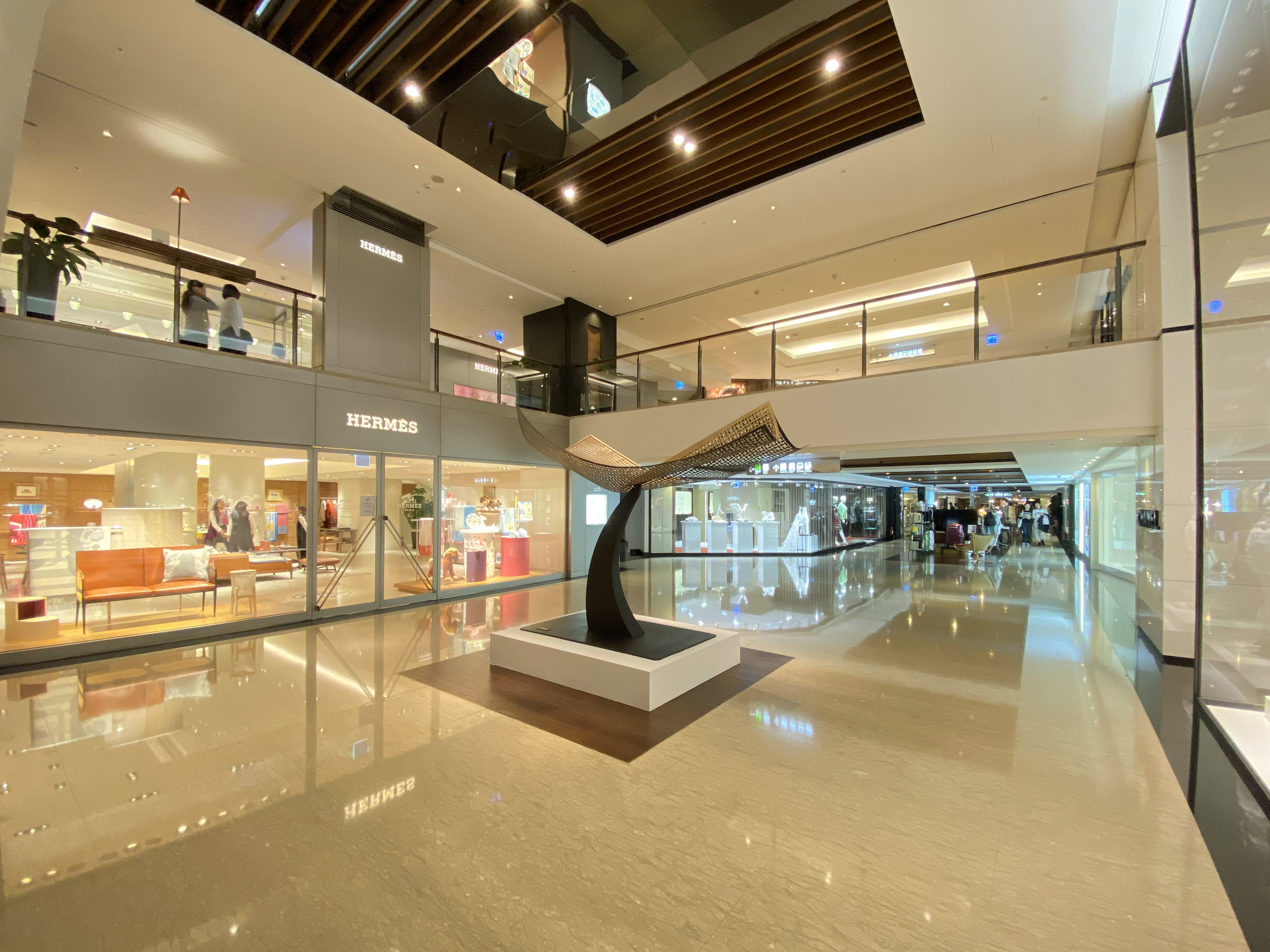
晶華酒店B2層商場中庭

酒店地下室的兩層樓空間設有麗晶精品商場，又稱。現有品牌（截至2025年）：香奈兒、Harry Winston、寶格麗、愛馬仕、STEFANO RICCI 史蒂法諾.瑞奇、Kiton、FABIANA FILIPPI、Loro Piana、路易威登、Boucheron、Chaumet 等50多間精品店。

### 餐廳
酒店設有 Azie Grand Cafe，這是台北晶華酒店內的八家餐廳之一。這家餐廳以其牛肉麵而聞名，在 2015 年被台北牛肉麵節和 CNN Travel 評為最佳牛肉麵之一。
館內ROBIN'S 鐵板燒廳於2016年獲得亞太AA美食獎 評審特別獎。

#### 晶華軒
位於台北晶華酒店三樓的粵菜餐廳，由主廚鄔海明負責菜單設計。餐廳以提供廣東風味料理為主，近年陸續獲得多項餐飲評比收錄，包括《500盤》的推薦、《Tatler Best Restaurants Taiwan 2025》的入選、《米其林指南》的餐盤推薦（Michelin Plate），以及在 2023 年入選國際餐飲評鑑組織 Opinionated About Dining（OAD）亞洲百大餐廳。

#### 三燔本家
位於台北晶華酒店地下三層的日式鍋物料理餐廳，主打壽喜燒、涮涮鍋與季節性日本料理，以精緻食材與桌邊服務聞名，曾獲聯合報《500盤》美食評鑑推薦。

#### 栢麗廳 Brasserie
位於台北晶華酒店一樓的自助餐廳，每日供應早餐、午餐、下午茶及晚餐，因其來客數以及營業額皆居業界之冠，有「天下第一廳」的稱號，曾被CNN美食推薦為訪台必吃自助餐廳，2024年導入「AI廚餘機」控管廚餘量，執行永續餐桌計畫。

#### Robin’s 牛排屋 & 鐵板燒
兩間餐廳同樣位於台北晶華酒店二樓，分別是以直火炭烤以及法式鐵板料理牛排與海鮮聞名，被稱為是提供作多帶骨牛排選項的餐廳。牛排屋的沙拉吧與台灣小農合作，從永續的角度出發，供應許多在地特色蔬菜。主廚團隊曾與多位米其林星級主廚合作客座活動。餐廳名—Robin’s取自資深主管的英文名字，主要為彰顯並傳承Robin的服務精神。

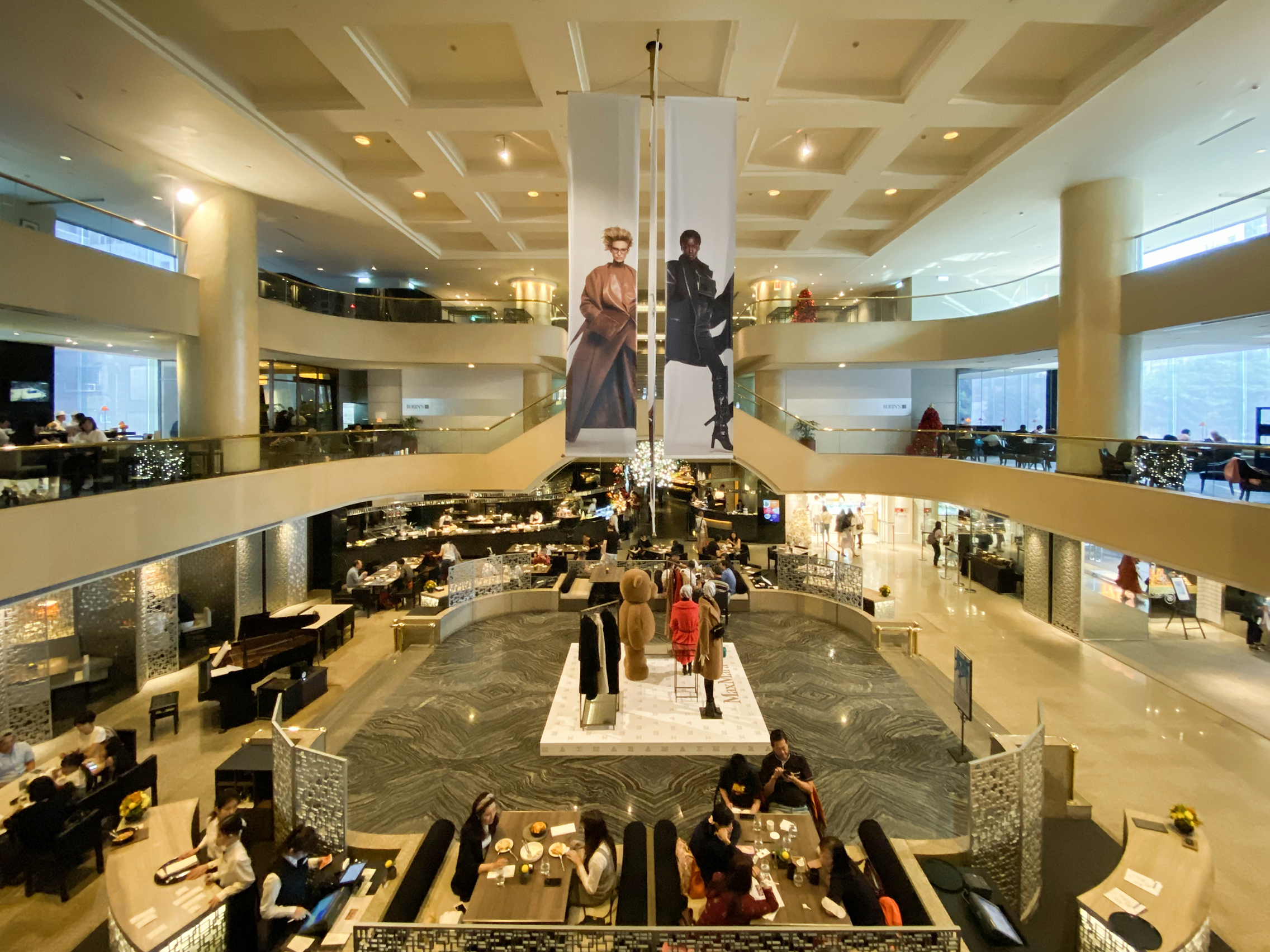
酒店中庭
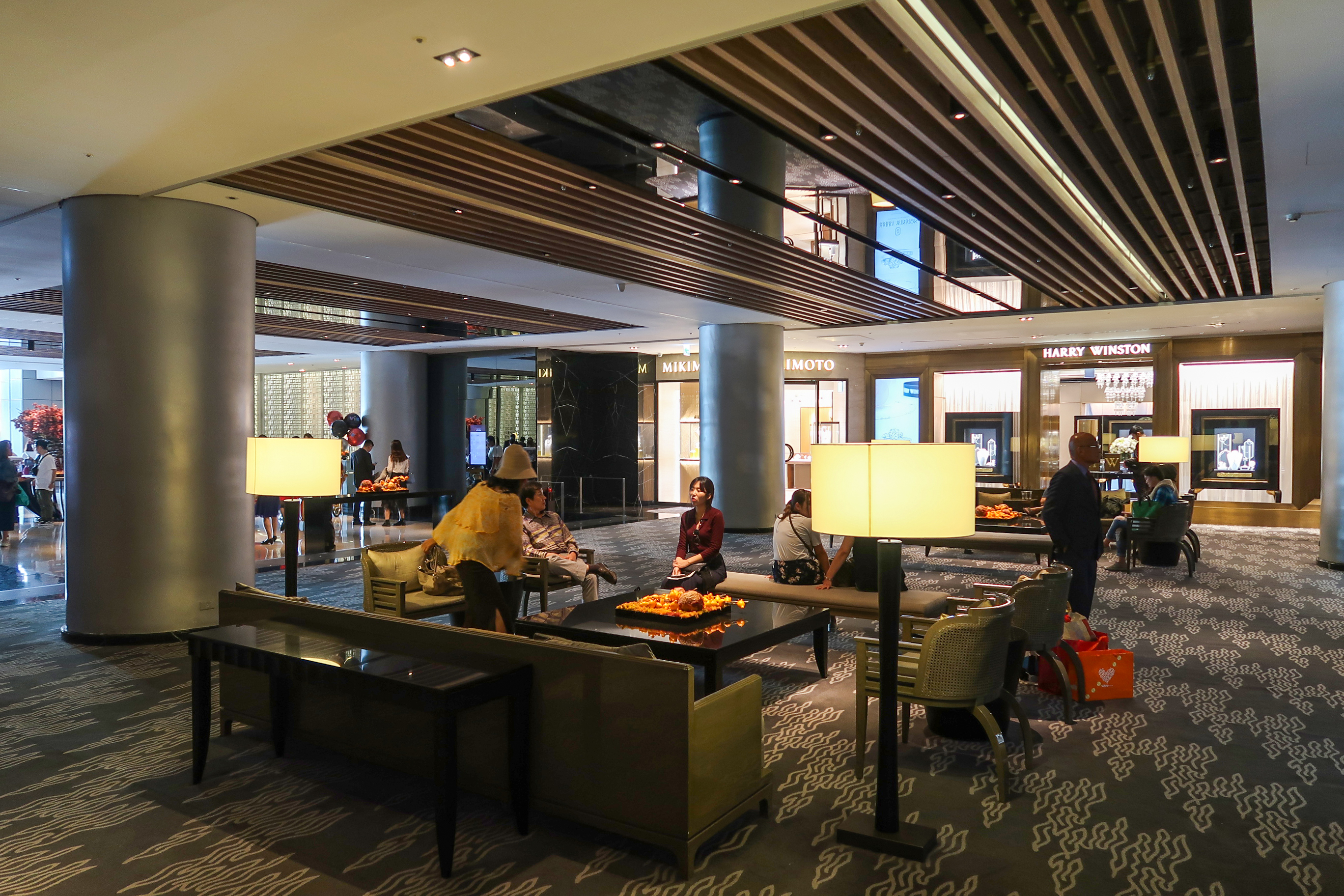
酒店大堂
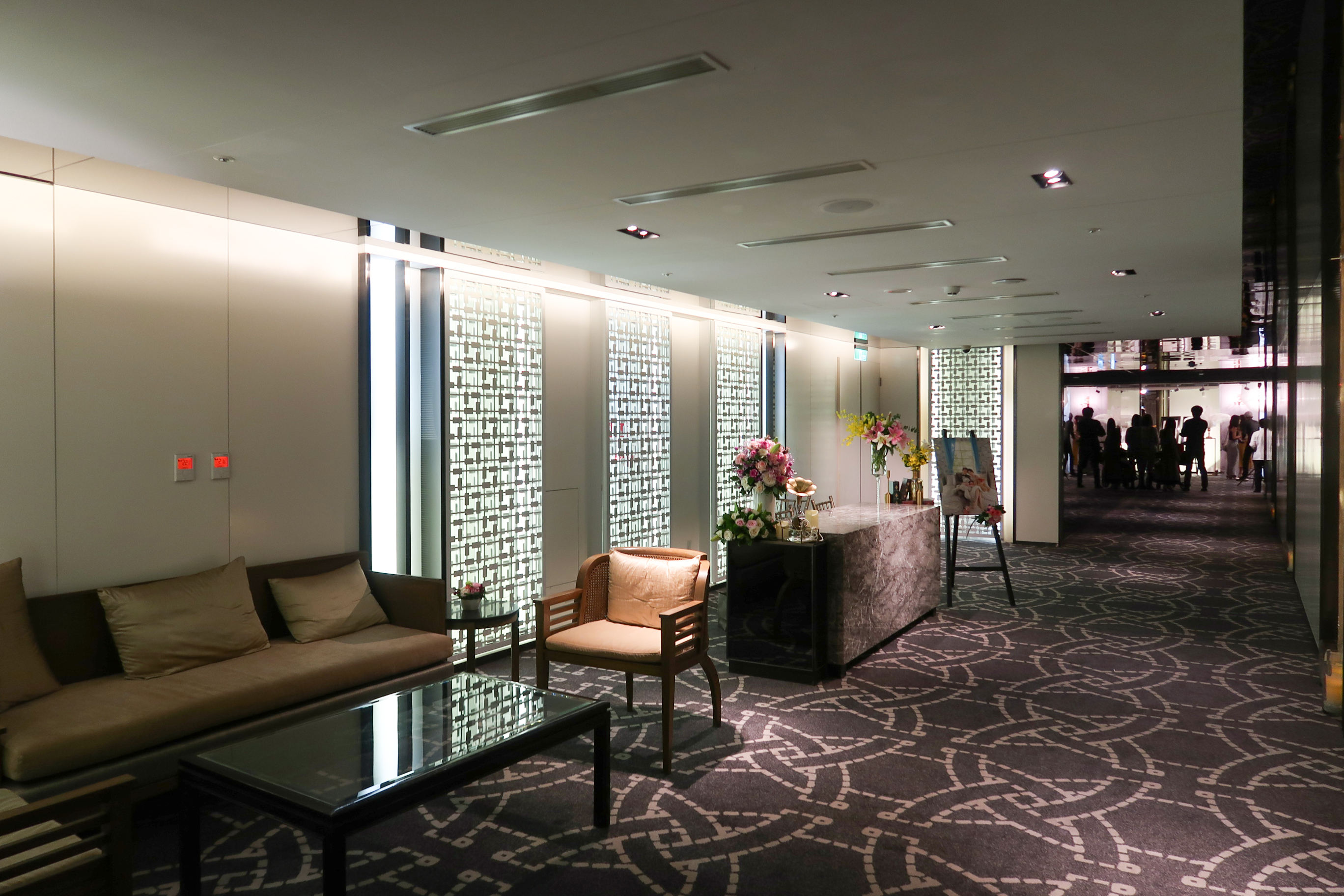
晶華會
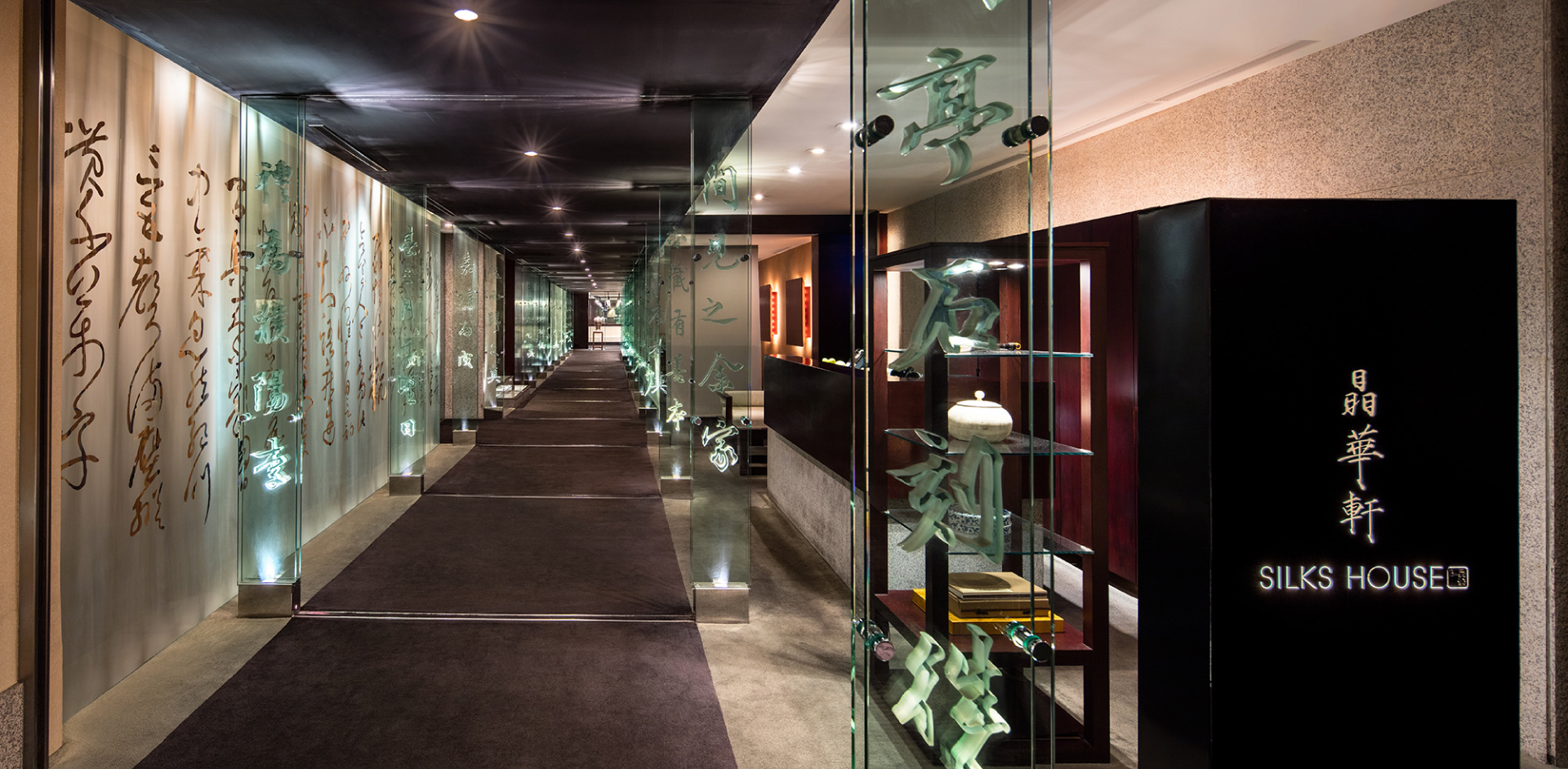
晶華軒
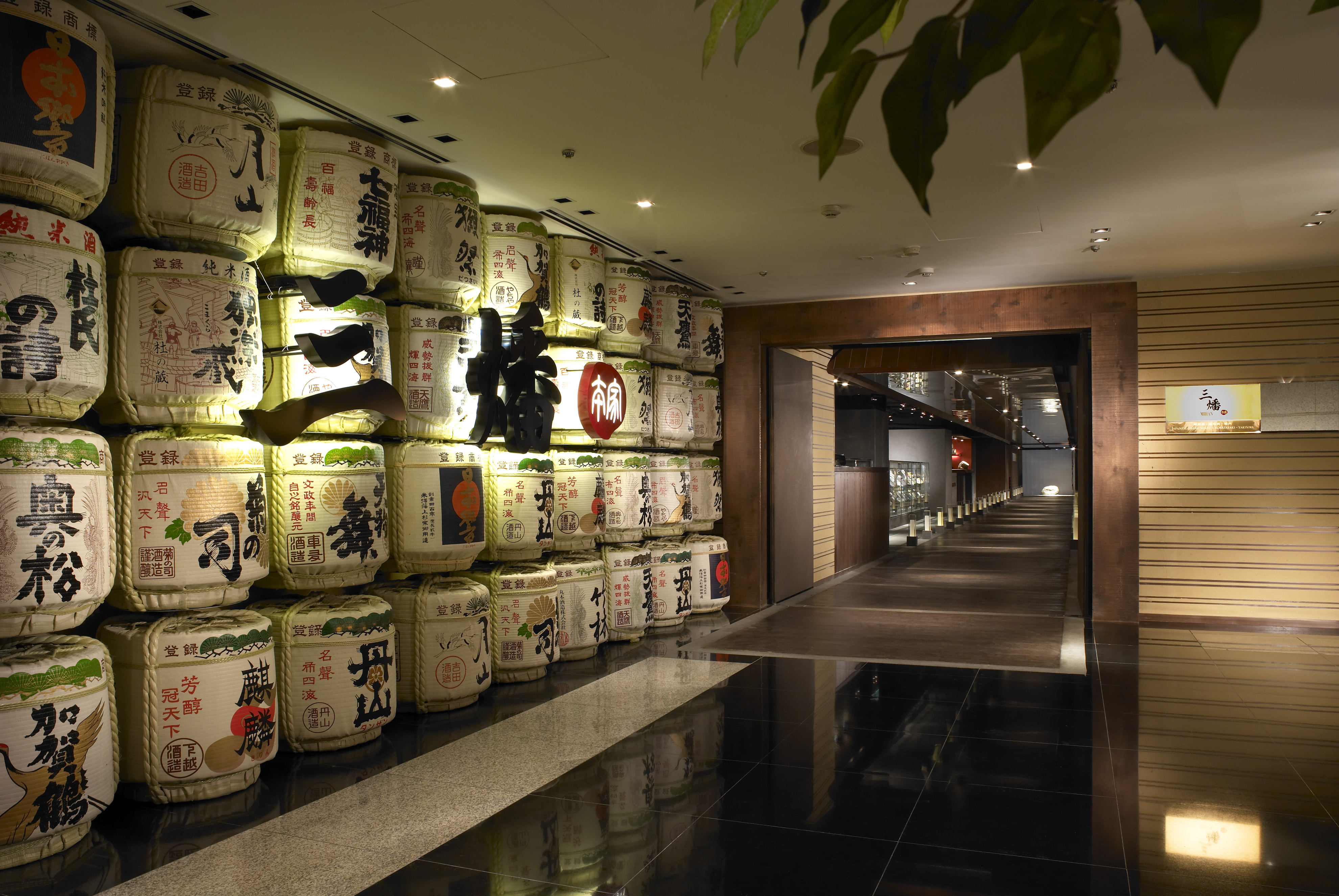
三燔本家
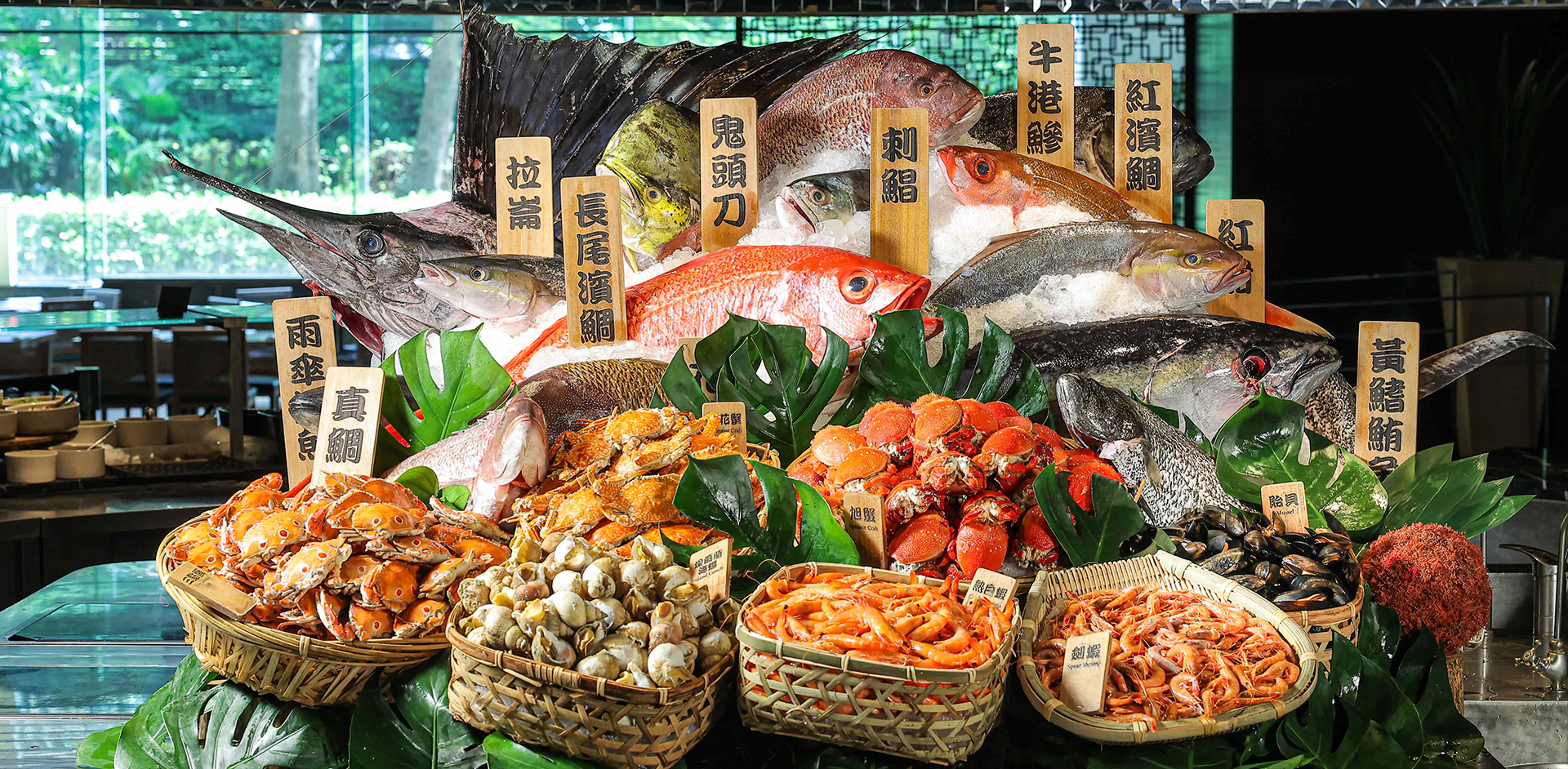
栢麗廳
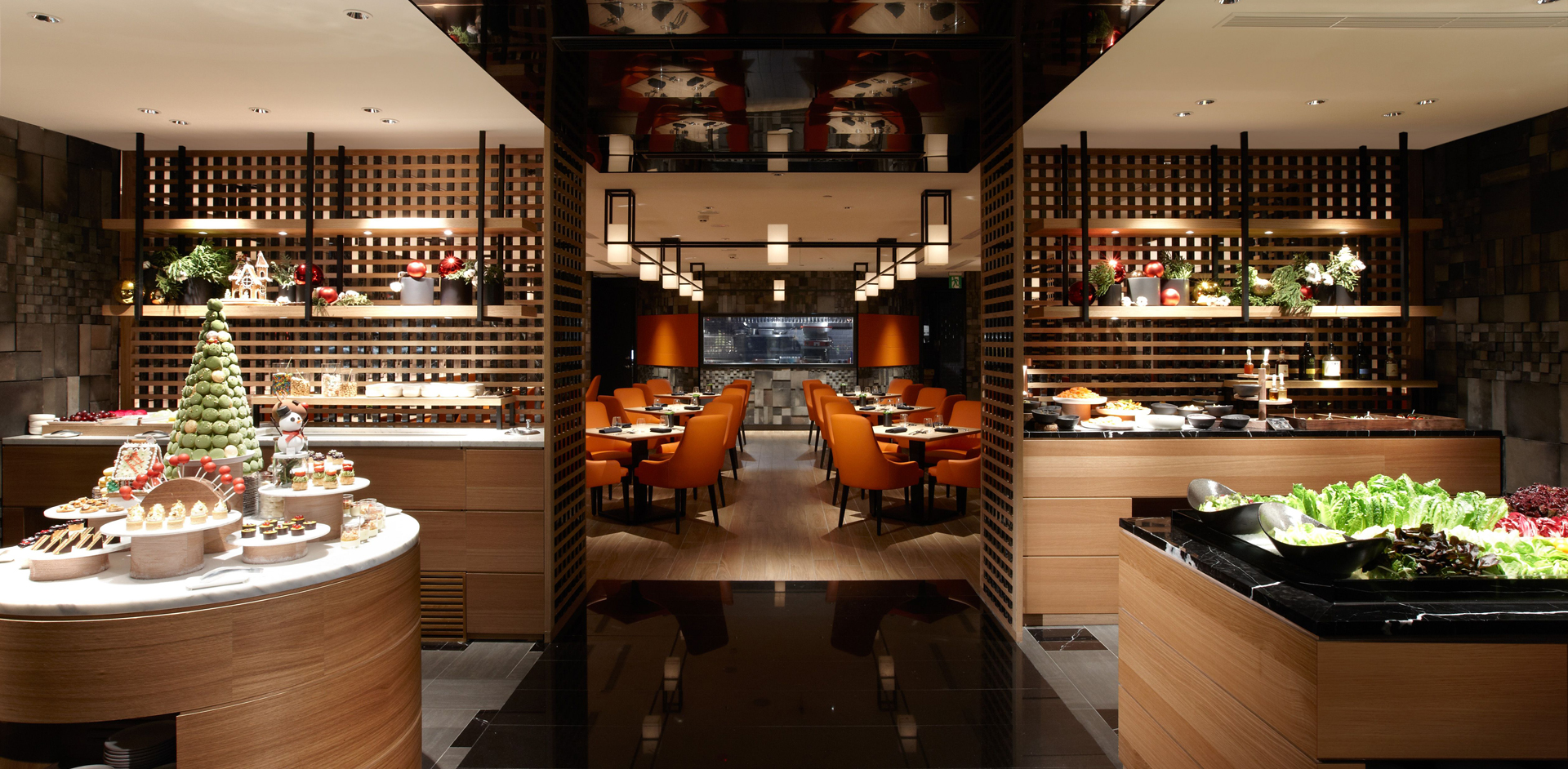
Robin's

## 外部連結
- 台北晶華酒店 （页面存档备份，存于） （繁體中文）（简体中文）（英文）（日語）
- Regent Taipei 晶華酒店的Facebook專頁
- Regent Taipei 台北晶華酒店的Instagram帳戶
- YouTube上的台北晶華酒店 Regent Taipei頻道